# Grönländische Badminton-Mannschaftsmeisterschaft
Grönländische Badminton-Mannschaftsmeisterschaften wurden zwischen 2000 und 2006 fünfmal ausgetragen.

## Die Titelträger
| Saison    | Sieger            |
| --------- | ----------------- |
| 2000      | B-67 Nuuk         |
| 2001      | B-67 Nuuk         |
| 2002      | B-67 Nuuk         |
| 2003      | JBF Ilulissat     |
| 2004 2005 | nicht ausgetragen |
| 2006      | JBF Ilulissat     |